# 유네스코 본부

유네스코 본부

유네스코 본부(프랑스어: Maison de l'UNESCO)는 유엔 교육과학문화기구 (유네스코)의 본부가 들어서 있는 건물로서 1958년 11월 3일 프랑스 파리 퐁트누아 광장 7번지에 완공된 건물이다. 세계유산을 관장하는 세계유산센터도 이곳에 위치해 있으며 1992년 설치되었다. 현재 자유롭게 견학이 가능하다.

## 설계
유네스코 본부 건물의 설계는 베르나르 제르퓌스 (프랑스), 마르셀 브로이어 (헝가리), 피에르 루이지 네르비 (이탈리아) 세 건축가의 합작으로 진행되었다. 여기에 루시우 코스타 (브라질), 월터 그로피우스 (독일/미국), 르 코르뷔지에 (프랑스), 스벤 마르켈리우스 (스웨덴), 에르네스토 네이선 로저스 (이탈리아)외 5인 건축가로 구성된 국제 위원회와 에로 사리넨 (핀란드)의 협력으로 설계 검증이 이루어졌다.
본관은 사무국이 자리잡고 있으며 층수는 7층, 건물 형태는 3각별이다. 부속건물인 '아코디온' (accordion)관에는 상주 대표단과 비정부 기구가 입주해 있다.
본부 건물의 부지면적은 30,350m²에 달하며 사다리꼴 모양이다. 반원형 형태를 이루는 퐁트누아 광장의 북동쪽 끝을 차지하고 있으며, 사조니가, 세귀르드쉬프랑가, 로웬달가와 접해 있다.

## 프랑스와의 관계
건물이 세워진 부지는 프랑스 정부의 소유로 되어 있으며, 1952년 12월 22일 프랑스 법령에 따라 외무부 소관으로 바뀌어 유네스코에 위탁하도록 하였다. 99년 임대 계약을 통해 이루어졌으며 임대 기간이 끝날 무렵 명목상의 임대료(연간 1000프랑)로 갱신이 가능하다. 또한 프랑스 영토 내 국제기구로서 외교특권과 면제를 적용토록 하는 본부협약이 적용된다. 이들 두 협약은 각각 1954년 6월 25일과 7월 25일 프랑스 파리에서 체결되었다.
프랑스 의회는 1955년 8월 6일에 제정된 법률에 따라 임대를 승인했으며, 프랑스 대통령에 본부협약을 비준할 권한을 부여했다. 본부협약은 1955년 11월 23일 발효되었으며, 1956년 1월 11일 법령에 수록되었다.

세계유산센터 꼭대기에서 바라본 파리 풍경

## 같이 보기
- 세계유산

## 관련 문헌
- Le Siège de l'Unesco à Paris, preface by Luther Evans, introduction by Françoise Choay, photographs by Lucien Hervé, Gerd Hatje, Stuttgart, 1958.